# Élections législatives de 2024 dans la Loire
Les élections législatives françaises de 2024 dans la Loire se déroulent les 30 juin et 7 juillet 2024. Dans le département, six sièges de députés sont à pourvoir dans le cadre de six circonscriptions, à la suite de la dissolution de l'Assemblée nationale par Emmanuel Macron.
Le choix de cette dissolution est pris après la défaite de la liste Renaissance aux élections européennes qui ont lieu le 9 juin 2024.

## Contexte
| Circonscription | RN      | ENS     | PS - PP | LFI     | LR     |
| --------------- | ------- | ------- | ------- | ------- | ------ |
| Circonscription |         |         |         |         |        |
| 1re             | 29,95 % | 12,7 %  | 13,29 % | 17,25 % | 6,22 % |
| 2e              | 24,27 % | 12,26 % | 14,92 % | 19,15 % | 6,71 % |
| 3e              | 36,72 % | 12,96 % | 11,55 % | 10,32 % | 7,14 % |
| 4e              | 38,62 % | 11,9 %  | 11,73 % | 8,96 %  | 6,84 % |
| 5e              | 38,76 % | 14,02 % | 11,61 % | 5,75 %  | 8,63 % |
| 6e              | 38,42 % | 14,37 % | 11,26 % | 4,81 %  | 8,94 % |

## Système électoral
Les élections législatives ont lieu au scrutin uninominal majoritaire à deux tours dans des circonscriptions uninominales.
Est élu au premier tour le candidat qui réunit la majorité absolue des suffrages exprimés et un nombre de voix au moins égal au quart des électeurs inscrits dans la circonscription, soit 25 %. Si aucun des candidats ne satisfait ces conditions, un second tour est organisé entre les candidats ayant réuni un nombre de voix au moins égal à un huitième des inscrits, soit 12,5 %. Les deux candidats arrivés en tête du 1er tour se maintiennent néanmoins par défaut si un seul ou aucun d'entre eux n'a atteint ce seuil. Au second tour, le candidat arrivé en tête est déclaré élu,.
Le seuil de qualification basé sur un pourcentage du total des inscrits et non des suffrages exprimés rend plus difficile l'accès au second tour lorsque l'abstention est élevée. Le système permet en revanche l'accès au second tour de plus de deux candidats si plusieurs d'entre eux franchissent le seuil de 12,5 % des inscrits. Les candidats en lice au second tour peuvent ainsi être trois, un cas de figure appelé « triangulaire ». Les second tours où s'affrontent quatre candidats, appelés « quadrangulaire » sont également possibles, mais beaucoup plus rares,.

### Partis et nuances
Les résultats des élections sont publiés en France par le ministère de l'Intérieur, qui classe les partis en leur attribuant des nuances politiques. Ces dernières sont décidées par les préfets, qui les attribuent indifféremment de l'étiquette politique déclarée par les candidats, qui peut être celle d'un parti ou une candidature sans étiquette.
Seuls le Parti communiste français (COM), La France insoumise (FI), le Parti socialiste (SOC), le Parti radical de gauche (RDG), Les Écologistes (VEC), Renaissance (RE), le Mouvement démocrate (MDM), Horizons (HOR), l'Union des démocrates et indépendants (UDI), Les Républicains (LR), le Rassemblement national (RN) et Reconquête (REC) se voient attribuer en 2024 des nuances propres. Les coalitions Ensemble et Nouveau front populaire, ainsi que les candidats de l'alliance LR-Ciotti-RN, en bénéficient également indirectement, les nuances Ensemble ! (Majorité présidentielle) (ENS), Union de la gauche (UG) et Union de l'extrême-droite (UXD) étant attribuables aux candidats bénéficiant respectivement du soutien de deux partis du centre, de deux partis de gauche ou de deux partis d'extrême-droite,.
Tous les autres partis se voient attribuer l'une ou l'autre des nuances suivantes : EXG (extrême gauche), DVG (divers gauche), ECO (écologiste), REG (régionaliste), DVC (divers centre), DVD (divers droite), DSV (droite souverainiste) et EXD (extrême droite). Des partis comme Debout la France ou Lutte ouvrière ne disposent ainsi pas de nuances propres, et leurs résultats nationaux ne sont pas publiés séparément par le ministère, car mélangés avec d'autres partis (respectivement dans les nuances DSV et EXG).

## Résultats

### Élus
| Circonscription | Député sortant           | Parti | Parti | Groupe    | Député élu ou réélu      | Parti | Parti | Groupe  |
| --------------- | ------------------------ | ----- | ----- | --------- | ------------------------ | ----- | ----- | ------- |
| 1re             | Quentin Bataillon        |       | RE    | RE        | Pierrick Courbon         |       | PS    | SOC     |
| 2e              | Andrée Taurinya          |       | LFI   | LFI-NUPES | Andrée Taurinya          |       | LFI   | LFI-NFP |
| 3e              | Emmanuel Mandon          |       | MoDem | DEM       | Emmanuel Mandon          |       | MoDem | DEM     |
| 4e              | Sylvie Bonnet            |       | LR    | LR        | Sylvie Bonnet            |       | LR    | DR      |
| 5e              | Antoine Vermorel-Marques |       | LR    | LR        | Antoine Vermorel-Marques |       | LR    | DR      |
| 6e              | Jean-Pierre Taite        |       | LR    | LR        | Jean-Pierre Taite        |       | LR    | DR      |

### Taux de participation
| Taux de participation | 1er tour | 1er tour | 1er tour   | 2d tour | 2d tour | 2d tour    | Différence entre les deux tours |
| Taux de participation | En 2022  | En 2024  | Différence | En 2022 | En 2024 | Différence | Différence entre les deux tours |
| --------------------- | -------- | -------- | ---------- | ------- | ------- | ---------- | ------------------------------- |
| À midi                | 20,16 %  | 28,36 %  | 8,2        | 21,35 % | 28,87 % | 7,52       | 0,51                            |
| À 17 heures           | 42,05 %  | 57,79 %  | 17,24      | 39,04 % | 59,61 % | 20,57      | 1,62                            |
| Final                 | 48,01 %  | 69,12 %  | 21,11      | 44,15 % | 68,91 % | 23,92      | 0,21                            |

### Résultats à l'échelle du département

#### Résultats par coalition
| Parti et coalition                          | Parti et coalition                          | Parti et coalition          | Premier tour | Premier tour | Premier tour | Second tour   | Second tour   | Second tour | Total Sièges  | +/-           |  |
| Parti et coalition                          | Parti et coalition                          | Parti et coalition          | Voix         | %            | Sièges       | Voix          | %             | Sièges      | Total Sièges  | +/-           |  |
| ------------------------------------------- | ------------------------------------------- | --------------------------- | ------------ | ------------ | ------------ | ------------- | ------------- | ----------- | ------------- | ------------- |  |
|                                             | Rassemblement national (RN)                 | Rassemblement national (RN) | 130 117      | 37,32        | 0            | 141 917       | 41,11         | 0           | 0             | en stagnation |  |
|                                             |                                             | La France insoumise (LFI)   | 58 863       | 16,88        | 0            | 23 714        | 6,87          | 1           | 1             | en stagnation |  |
|                                             | Parti socialiste (PS)                       | 16 778                      | 4,81         | 0            | 24 032       | 6,96          | 1             | 1           | 1             |               |  |
|                                             | Parti communiste français (PCF)             | 15 254                      | 4,37         | 0            | Retrait      | Retrait       | Retrait       | 0           | en stagnation |               |  |
| Total Nouveau Front populaire (NFP)         | Total Nouveau Front populaire (NFP)         | 90 895                      | 26,07        | 0            | 47 746       | 13,83         | 2             | 2           | 1             |               |  |
|                                             |                                             | Les Républicains (LR)       | 73 205       | 20,99        | 0            | 117 654       | 34,08         | 3           | 3             | en stagnation |  |
| Total Union de la droite et du centre (UDC) | Total Union de la droite et du centre (UDC) | 73 205                      | 20,99        | 0            | 117 654      | 34,08         | 3             | 3           | en stagnation |               |  |
|                                             |                                             | Renaissance (RE)            | 19 585       | 5,62         | 0            | Retrait       | Retrait       | Retrait     | 0             | 1             |  |
|                                             | Mouvement démocrate (MoDem)                 | 16 243                      | 4,66         | 0            | 30 634       | 8,87          | 1             | 1           | en stagnation |               |  |
|                                             | Union des démocrates et indépendants (UDI)  | 7 310                       | 2,10         | 0            | 7 268        | 2,11          | 0             | 0           | en stagnation |               |  |
| Total Ensemble pour la République (ENS)     | Total Ensemble pour la République (ENS)     | 43 138                      | 12,37        | 0            | 37 902       | 10,98         | 1             | 1           | 1             |               |  |
|                                             | Lutte ouvrière (LO)                         | Lutte ouvrière (LO)         | 4 453        | 1,28         | 0            |               |               |             | 0             | en stagnation |  |
|                                             |                                             | La Ruche citoyenne (LRC)    | 2 086        | 0,60         | 0            | 0             | Nv            |             |               |               |  |
| Total Le Rassemblement (RAS)                | Total Le Rassemblement (RAS)                | 2 086                       | 0,60         | 0            | 0            | en stagnation |               |             |               |               |  |
|                                             | Reconquête (REC)                            | Reconquête (REC)            | 1 084        | 0,31         | 0            | 0             | en stagnation |             |               |               |  |
|                                             |                                             | Alliance centriste (AC)     | 871          | 0,25         | 0            | 0             | en stagnation |             |               |               |  |
| Total Le Centre (LC)                        | Total Le Centre (LC)                        | 871                         | 0,25         | 0            | 0            | en stagnation |               |             |               |               |  |
|                                             | Parti des travailleurs (PT)                 | Parti des travailleurs (PT) | 502          | 0,14         | 0            | 0             | en stagnation |             |               |               |  |
|                                             | Résistons (RES)                             | Résistons (RES)             | 366          | 0,10         | 0            | 0             | Nv            |             |               |               |  |
|                                             | Sans étiquette (SE)                         | Sans étiquette (SE)         | 1 966        | 0,56         | 0            | 0             | en stagnation |             |               |               |  |
|                                             |                                             |                             |              |              |              |               |               |             |               |               |  |
| Suffrages exprimés                          | Suffrages exprimés                          | Suffrages exprimés          | 348 683      | 97,53        |              | 345 219       | 96,02         |             |               |               |  |
| Votes blancs                                | Votes blancs                                | Votes blancs                | 6 617        | 1,85         | 10 973       | 3,05          |               |             |               |               |  |
| Votes nuls                                  | Votes nuls                                  | Votes nuls                  | 2 204        | 0,62         | 3 342        | 0,93          |               |             |               |               |  |
| Total                                       | Total                                       | Total                       | 357 504      | 100          | 0            | 359 534       | 100           | 6           | 6             | en stagnation |  |
| Abstentions                                 | Abstentions                                 | Abstentions                 | 159 691      | 30,88        |              | 157 800       | 30,50         |             |               |               |  |
| Inscrits/Participation                      | Inscrits/Participation                      | Inscrits/Participation      | 517 195      | 69,12        | 517 334      | 69,50         |               |             |               |               |  |

#### Résultats par nuances
| Nuance                 | Nuance                               | Nuance                 | Premier tour | Premier tour | Premier tour | Second tour | Second tour   | Second tour | Total Sièges | +/-           |  |
| Nuance                 | Nuance                               | Nuance                 | Voix         | %            | Sièges       | Voix        | %             | Sièges      | Total Sièges | +/-           |  |
| ---------------------- | ------------------------------------ | ---------------------- | ------------ | ------------ | ------------ | ----------- | ------------- | ----------- | ------------ | ------------- |  |
|                        | Rassemblement national               | RN                     | 130 117      | 37,32        | 0            | 141 917     | 41,11         | 0           | 0            | en stagnation |  |
|                        | Union de la gauche                   | UG                     | 90 895       | 26,07        | 0            | 47 746      | 13,83         | 2           | 2            | 1             |  |
|                        | Les Républicains                     | LR                     | 73 205       | 20,99        | 0            | 117 654     | 34,08         | 3           | 3            | en stagnation |  |
|                        | Ensemble pour la République          | ENS                    | 26 107       | 7,49         | 0            | 30 634      | 8,87          | 1           | 1            | 1             |  |
|                        | Divers centre                        | DVC                    | 10 754       | 3,08         | 0            |             |               |             | 0            | en stagnation |  |
|                        | Union des démocrates et indépendants | UDI                    | 7 310        | 2,10         | 0            | 7 268       | 2,11          | 0           | 0            | en stagnation |  |
|                        | Extrême gauche                       | EXG                    | 4 955        | 1,42         | 0            |             |               |             | 0            | en stagnation |  |
|                        | Écologistes                          | ECO                    | 2 086        | 0,60         | 0            | 0           | en stagnation |             |              |               |  |
|                        | Divers droite                        | DVD                    | 1 177        | 0,34         | 0            | 0           | en stagnation |             |              |               |  |
|                        | Reconquête                           | REC                    | 1 084        | 0,31         | 0            | 0           | en stagnation |             |              |               |  |
|                        | Divers gauche                        | DVG                    | 754          | 0,21         | 0            | 0           | en stagnation |             |              |               |  |
|                        | Extrême droite                       | EXD                    | 239          | 0,07         | 0            | 0           | en stagnation |             |              |               |  |
|                        |                                      |                        |              |              |              |             |               |             |              |               |  |
| Suffrages exprimés     | Suffrages exprimés                   | Suffrages exprimés     | 348 683      | 97,53        |              | 345 219     | 96,02         |             |              |               |  |
| Votes blancs           | Votes blancs                         | Votes blancs           | 6 617        | 1,85         | 10 973       | 3,05        |               |             |              |               |  |
| Votes nuls             | Votes nuls                           | Votes nuls             | 2 204        | 0,62         | 3 342        | 0,93        |               |             |              |               |  |
| Total                  | Total                                | Total                  | 357 504      | 100          | 0            | 359 534     | 100           | 6           | 6            | en stagnation |  |
| Abstentions            | Abstentions                          | Abstentions            | 159 691      | 30,88        |              | 157 800     | 30,50         |             |              |               |  |
| Inscrits/Participation | Inscrits/Participation               | Inscrits/Participation | 517 195      | 69,12        | 517 334      | 69,50       |               |             |              |               |  |

### Résultats par circonscription

#### Première circonscription
- Député sortant : Quentin Bataillon (Renaissance)

| Candidat                 | Candidat                 | Parti et coalition       | Nuance                   | Premier tour | Premier tour | Second tour | Second tour |
| Candidat                 | Candidat                 | Parti et coalition       | Nuance                   | Voix         | %            | Voix        | %           |
| ------------------------ | ------------------------ | ------------------------ | ------------------------ | ------------ | ------------ | ----------- | ----------- |
|                          | Pierrick Courbon         | PS (NFP)                 | UG                       | 16 778       | 40,34        | 24 032      | 60,39       |
|                          | Marie Simon              | RN                       | RN                       | 13 296       | 31,97        | 15 762      | 39,61       |
|                          | Quentin Bataillon        | RE (ENS)                 | ENS                      | 9 864        | 23,72        | Retrait     | Retrait     |
|                          | Xavier Kemlin            | SE                       | DVD                      | 811          | 1,95         |             |             |
|                          | Romain Brossard          | LO                       | EXG                      | 473          | 1,14         |             |             |
|                          | François Chord           | RES                      | DVD                      | 366          | 0,88         |             |             |
|                          |                          |                          |                          |              |              |             |             |
| Suffrages exprimés       | Suffrages exprimés       | Suffrages exprimés       | Suffrages exprimés       | 41 588       | 98,03        | 39 794      | 93,16       |
| Votes blancs             | Votes blancs             | Votes blancs             | Votes blancs             | 585          | 1,38         | 2 271       | 5,32        |
| Votes nuls               | Votes nuls               | Votes nuls               | Votes nuls               | 250          | 0,59         | 650         | 1,52        |
| Total                    | Total                    | Total                    | Total                    | 42 423       | 100          | 42 715      | 100         |
| Abstention               | Abstention               | Abstention               | Abstention               | 21 540       | 33,68        | 21 275      | 33,25       |
| Inscrits / participation | Inscrits / participation | Inscrits / participation | Inscrits / participation | 63 963       | 66,32        | 63 990      | 66,75       |

#### Deuxième circonscription
- Députée sortante : Andrée Taurinya (La France insoumise)

| Candidat                 | Candidat                 | Parti et coalition       | Nuance                   | Premier tour | Premier tour | Second tour | Second tour |
| Candidat                 | Candidat                 | Parti et coalition       | Nuance                   | Voix         | %            | Voix        | %           |
| ------------------------ | ------------------------ | ------------------------ | ------------------------ | ------------ | ------------ | ----------- | ----------- |
|                          | Andrée Taurinya          | LFI (NFP)                | UG                       | 13 652       | 43,09        | 15 584      | 48,73       |
|                          | Hervé Breuil             | RN                       | RN                       | 8 595        | 27,13        | 9 128       | 28,54       |
|                          | Éric Le Jaouen           | UDI (ENS)                | UDI                      | 7 310        | 23,08        | 7 268       | 22,73       |
|                          | Martial Mossmann         | AC (LC)                  | DVC                      | 871          | 2,75         |             |             |
|                          | Nathalie Douspis,        | LRC (RAS)                | ECO                      | 650          | 2,05         |             |             |
|                          | Sophie Dieterich         | LO                       | EXG                      | 439          | 1,39         |             |             |
|                          | Quentin Fontvieille      | SE                       | DVC                      | 162          | 0,51         |             |             |
|                          |                          |                          |                          |              |              |             |             |
| Suffrages exprimés       | Suffrages exprimés       | Suffrages exprimés       | Suffrages exprimés       | 31 679       | 97,98        | 31 980      | 97,96       |
| Votes blancs             | Votes blancs             | Votes blancs             | Votes blancs             | 474          | 1,47         | 495         | 1,52        |
| Votes nuls               | Votes nuls               | Votes nuls               | Votes nuls               | 178          | 0,55         | 170         | 0,52        |
| Total                    | Total                    | Total                    | Total                    | 32 331       | 100          | 32 645      | 100         |
| Abstention               | Abstention               | Abstention               | Abstention               | 18 558       | 36,47        | 18 265      | 35,88       |
| Inscrits / participation | Inscrits / participation | Inscrits / participation | Inscrits / participation | 50 889       | 63,53        | 50 910      | 64,12       |

#### Troisième circonscription
- Député sortant : Emmanuel Mandon (Mouvement démocrate)

| Candidat                 | Candidat                 | Parti et coalition       | Nuance                   | Premier tour | Premier tour | Second tour | Second tour |
| Candidat                 | Candidat                 | Parti et coalition       | Nuance                   | Voix         | %            | Voix        | %           |
| ------------------------ | ------------------------ | ------------------------ | ------------------------ | ------------ | ------------ | ----------- | ----------- |
|                          | Angelina La Marca        | RN                       | RN                       | 22 813       | 40,89        | 24 604      | 44,54       |
|                          | Emmanuel Mandon          | MoDem (ENS)              | ENS                      | 16 243       | 29,11        | 30 634      | 55,46       |
|                          | Vincent Bony             | PCF (NFP)                | UG                       | 15 254       | 27,34        | Retrait     | Retrait     |
|                          | Rachid Daoud             | SE                       | DVG                      | 754          | 1,35         |             |             |
|                          | Pauline Husseini         | LO                       | EXG                      | 727          | 1,30         |             |             |
|                          |                          |                          |                          |              |              |             |             |
| Suffrages exprimés       | Suffrages exprimés       | Suffrages exprimés       | Suffrages exprimés       | 55 791       | 97,30        | 55 238      | 95,71       |
| Votes blancs             | Votes blancs             | Votes blancs             | Votes blancs             | 1 310        | 2,28         | 2 086       | 3,61        |
| Votes nuls               | Votes nuls               | Votes nuls               | Votes nuls               | 240          | 0,42         | 388         | 0,67        |
| Total                    | Total                    | Total                    | Total                    | 57 341       | 100          | 57 712      | 100         |
| Abstention               | Abstention               | Abstention               | Abstention               | 27 063       | 32,06        | 26 716      | 31,64       |
| Inscrits / participation | Inscrits / participation | Inscrits / participation | Inscrits / participation | 84 404       | 67,94        | 84 428      | 68,36       |

#### Quatrième circonscription
- Députée sortante : Sylvie Bonnet (Les Républicains)

| Candidat                 | Candidat                 | Parti et coalition       | Nuance                   | Premier tour | Premier tour | Second tour | Second tour |
| Candidat                 | Candidat                 | Parti et coalition       | Nuance                   | Voix         | %            | Voix        | %           |
| ------------------------ | ------------------------ | ------------------------ | ------------------------ | ------------ | ------------ | ----------- | ----------- |
|                          | Gerbert Rambaud          | RN - DLF                 | RN                       | 28 753       | 40,80        | 30 903      | 44,58       |
|                          | Sylvie Bonnet            | LR (UDC)                 | LR                       | 21 649       | 30,72        | 38 420      | 55,42       |
|                          | Bernard Paemelaere       | LFI (NFP)                | UG                       | 18 700       | 26,54        | Retrait     | Retrait     |
|                          | Nora Ibbari              | LO                       | EXG                      | 1 368        | 1,94         |             |             |
|                          |                          |                          |                          |              |              |             |             |
| Suffrages exprimés       | Suffrages exprimés       | Suffrages exprimés       | Suffrages exprimés       | 70 470       | 97,28        | 69 323      | 95,56       |
| Votes blancs             | Votes blancs             | Votes blancs             | Votes blancs             | 1 513        | 2,09         | 2 493       | 3,44        |
| Votes nuls               | Votes nuls               | Votes nuls               | Votes nuls               | 458          | 0,63         | 731         | 1,01        |
| Total                    | Total                    | Total                    | Total                    | 72 441       | 100          | 72 547      | 100         |
| Abstention               | Abstention               | Abstention               | Abstention               | 32 052       | 30,67        | 31 982      | 30,60       |
| Inscrits / participation | Inscrits / participation | Inscrits / participation | Inscrits / participation | 104 493      | 69,33        | 104 529     | 69,40       |

#### Cinquième circonscription
- Député sortant : Antoine Vermorel-Marques (Les Républicains)

| Candidat                 | Candidat                 | Parti et coalition       | Nuance                   | Premier tour | Premier tour | Second tour | Second tour |
| Candidat                 | Candidat                 | Parti et coalition       | Nuance                   | Voix         | %            | Voix        | %           |
| ------------------------ | ------------------------ | ------------------------ | ------------------------ | ------------ | ------------ | ----------- | ----------- |
|                          | Antoine Vermorel-Marques | LR (UDC)                 | LR                       | 29 832       | 41,99        | 36 613      | 51,11       |
|                          | Sandrine Granger         | RN                       | RN                       | 25 644       | 36,09        | 26 893      | 37,54       |
|                          | Ismaël Stevenson         | LFI (NFP)                | UG                       | 13 039       | 18,35        | 8 130       | 11,35       |
|                          | Florence Nayme,          | LRC (RAS)                | ECO                      | 956          | 1,35         |             |             |
|                          | Édith Roche              | LO                       | EXG                      | 726          | 1,02         |             |             |
|                          | Robert Lachaud           | REC                      | REC                      | 614          | 0,86         |             |             |
|                          | Yann Esteveny            | SE                       | EXD                      | 239          | 0,34         |             |             |
|                          |                          |                          |                          |              |              |             |             |
| Suffrages exprimés       | Suffrages exprimés       | Suffrages exprimés       | Suffrages exprimés       | 71 050       | 97,68        | 71 636      | 97,84       |
| Votes blancs             | Votes blancs             | Votes blancs             | Votes blancs             | 1 187        | 1,63         | 1 132       | 1,55        |
| Votes nuls               | Votes nuls               | Votes nuls               | Votes nuls               | 497          | 0,68         | 446         | 0,61        |
| Total                    | Total                    | Total                    | Total                    | 72 734       | 100          | 73 214      | 100         |
| Abstention               | Abstention               | Abstention               | Abstention               | 28 855       | 28,40        | 28 393      | 27,94       |
| Inscrits / participation | Inscrits / participation | Inscrits / participation | Inscrits / participation | 101 589      | 71,60        | 101 607     | 72,06       |

#### Sixième circonscription
- Député sortant : Jean-Pierre Taite (Les Républicains)

| Candidat                 | Candidat                 | Parti et coalition       | Nuance                   | Premier tour | Premier tour | Second tour | Second tour |
| Candidat                 | Candidat                 | Parti et coalition       | Nuance                   | Voix         | %            | Voix        | %           |
| ------------------------ | ------------------------ | ------------------------ | ------------------------ | ------------ | ------------ | ----------- | ----------- |
|                          | Grégoire Granger         | RN                       | RN                       | 31 016       | 39,71        | 34 627      | 44,83       |
|                          | Jean-Pierre Taite        | LR (UDC)                 | LR                       | 21 724       | 27,81        | 42 621      | 55,17       |
|                          | Maire-Paule Olive        | LFI (NFP)                | UG                       | 13 472       | 17,25        |             |             |
|                          | Alexandre Silva          | app. RE (ENS)            | DVC                      | 9 721        | 12,45        |             |             |
|                          | Yves Petiot              | LO                       | EXG                      | 720          | 0,92         |             |             |
|                          | Norbert Trichard         | PT                       | EXG                      | 502          | 0,64         |             |             |
|                          | Sandra Haury,            | LRC (RAS)                | ECO                      | 480          | 0,61         |             |             |
|                          | Yvan Guy-Mercier         | REC                      | REC                      | 470          | 0,60         |             |             |
|                          |                          |                          |                          |              |              |             |             |
| Suffrages exprimés       | Suffrages exprimés       | Suffrages exprimés       | Suffrages exprimés       | 78 105       | 97,35        | 77 248      | 95,72       |
| Votes blancs             | Votes blancs             | Votes blancs             | Votes blancs             | 1 548        | 1,93         | 2 496       | 3,09        |
| Votes nuls               | Votes nuls               | Votes nuls               | Votes nuls               | 581          | 0,72         | 957         | 1,19        |
| Total                    | Total                    | Total                    | Total                    | 80 234       | 100          | 80 701      | 100         |
| Abstention               | Abstention               | Abstention               | Abstention               | 31 623       | 28,27        | 31 169      | 27,86       |
| Inscrits / participation | Inscrits / participation | Inscrits / participation | Inscrits / participation | 111 857      | 71,73        | 111 870     | 72,14       |

##### Premier tour

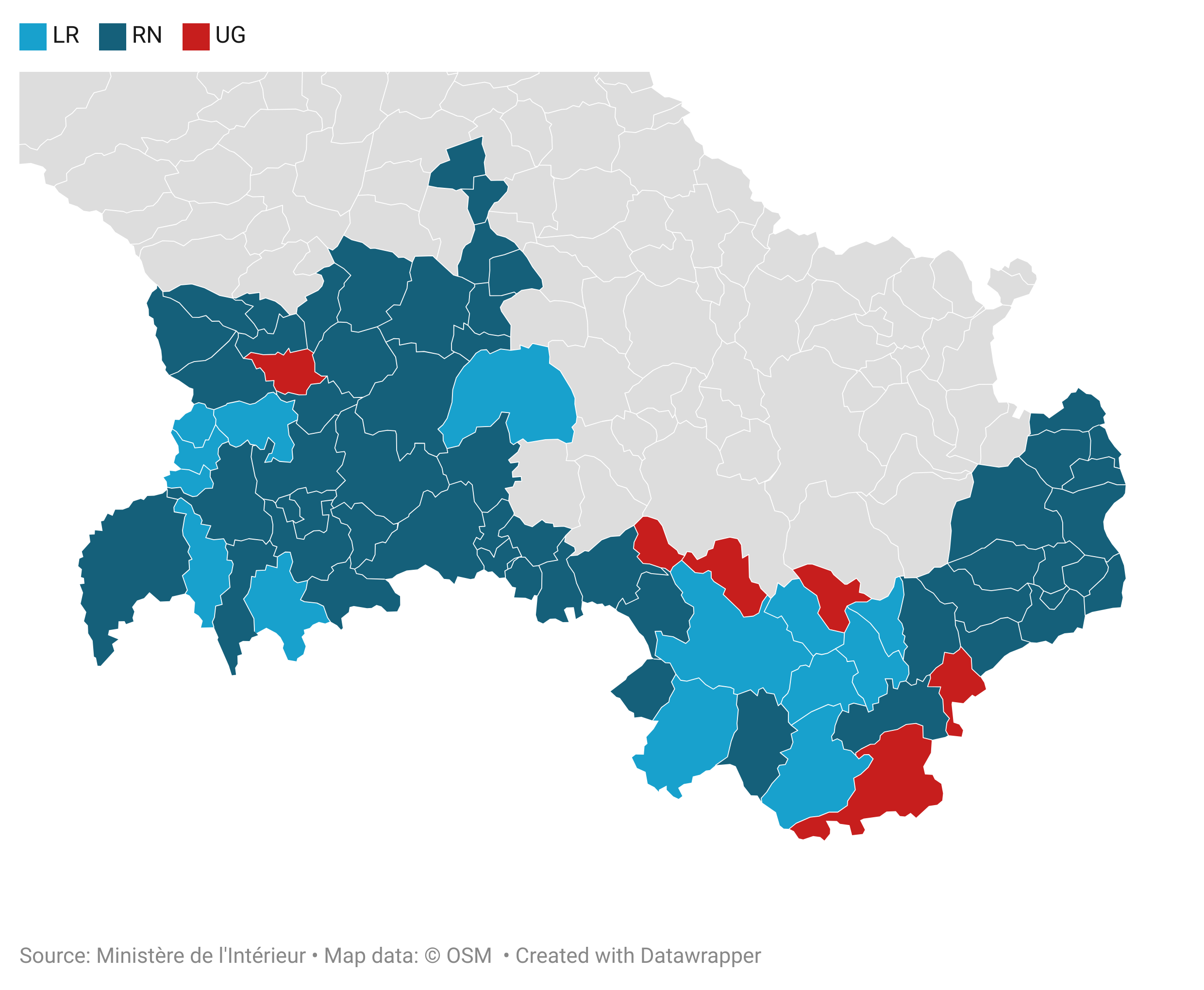
Candidat en tête au premier tour dans chaque commune, en pourcentage des voix exprimées

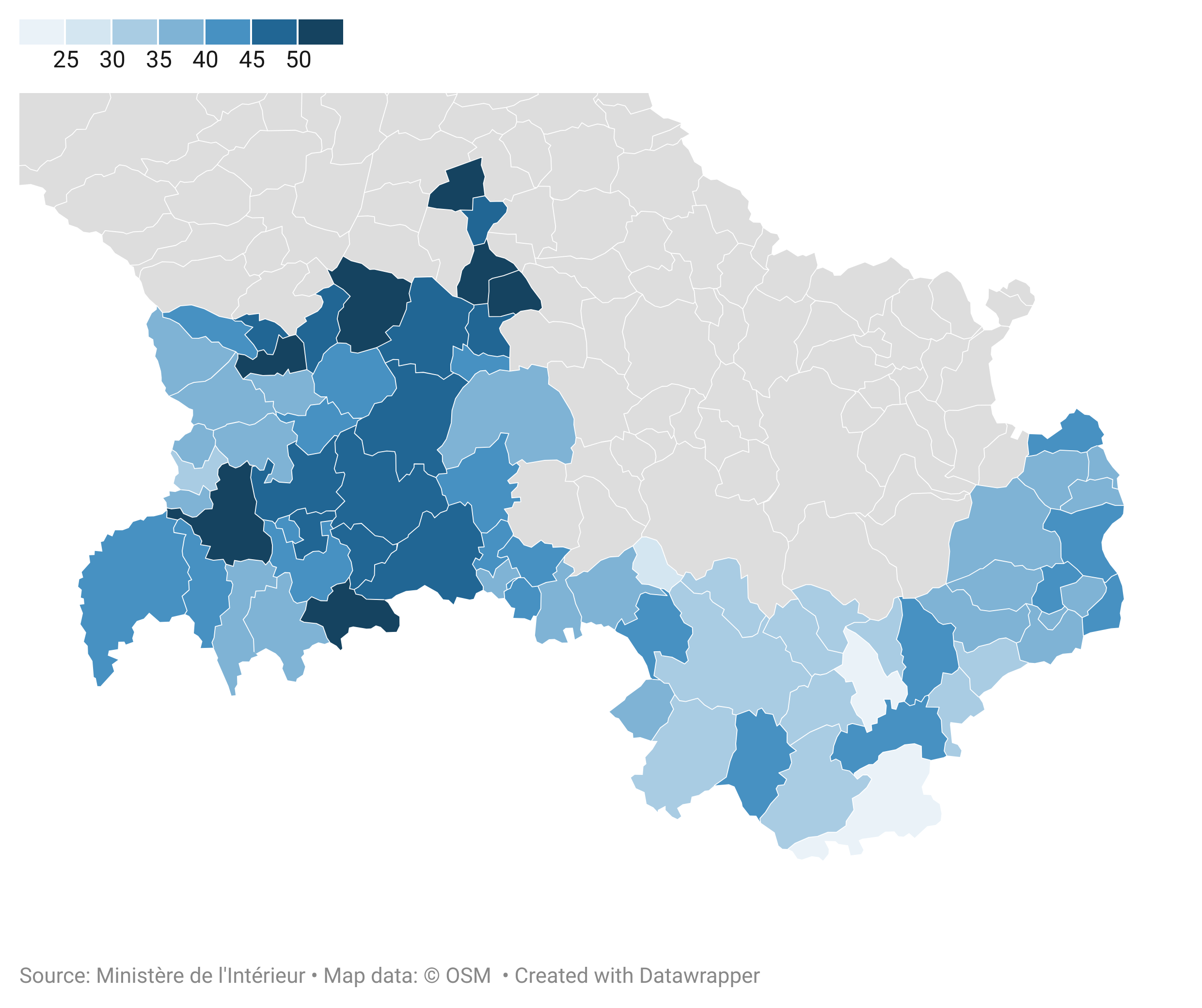
Score par commune de Gerbert Rambaud (DLF-RN) au premier tour, en pourcentage des voix

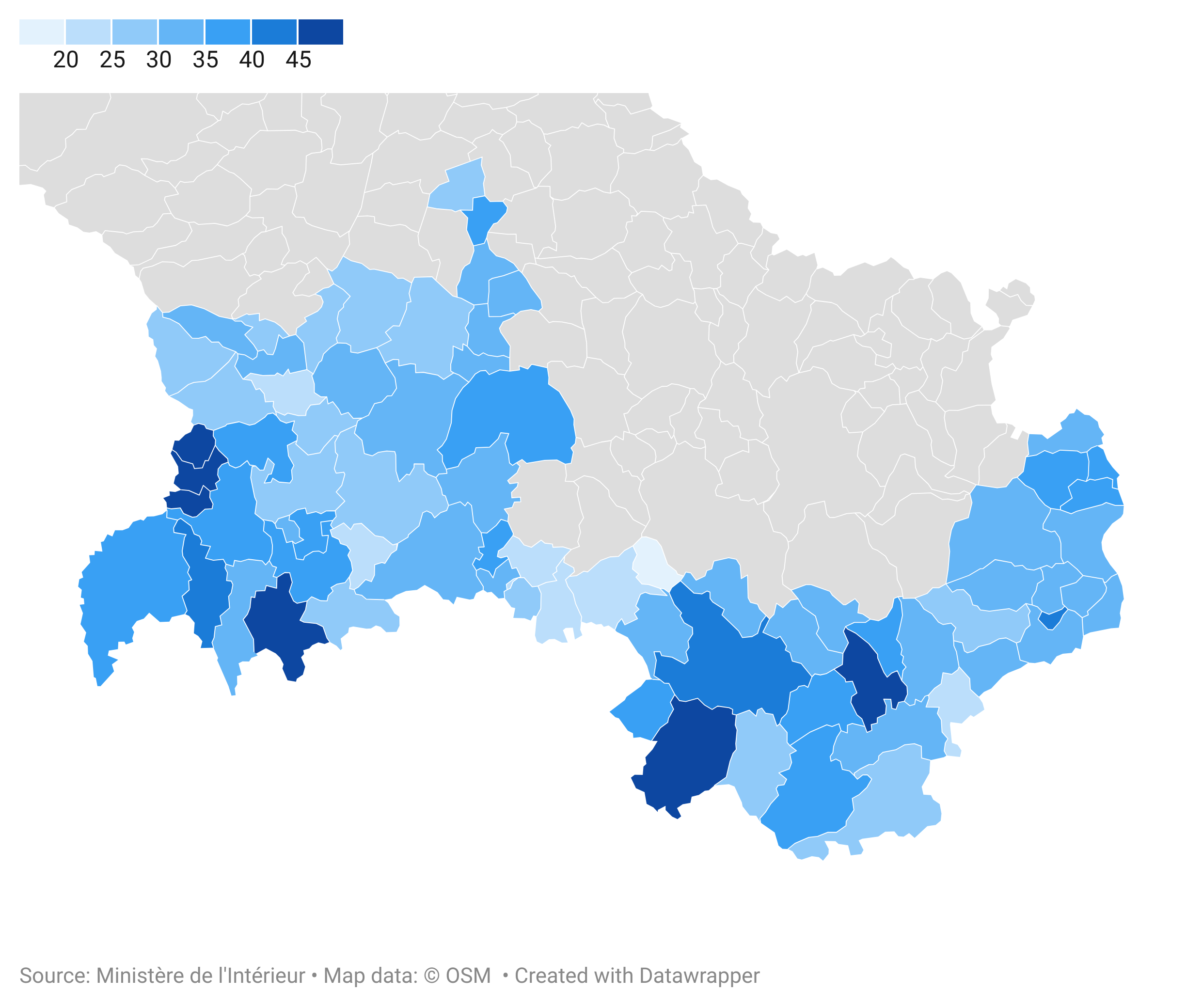
Score par commune de Sylvie Bonnet (LR) au premier tour, en pourcentage des voix exprimées

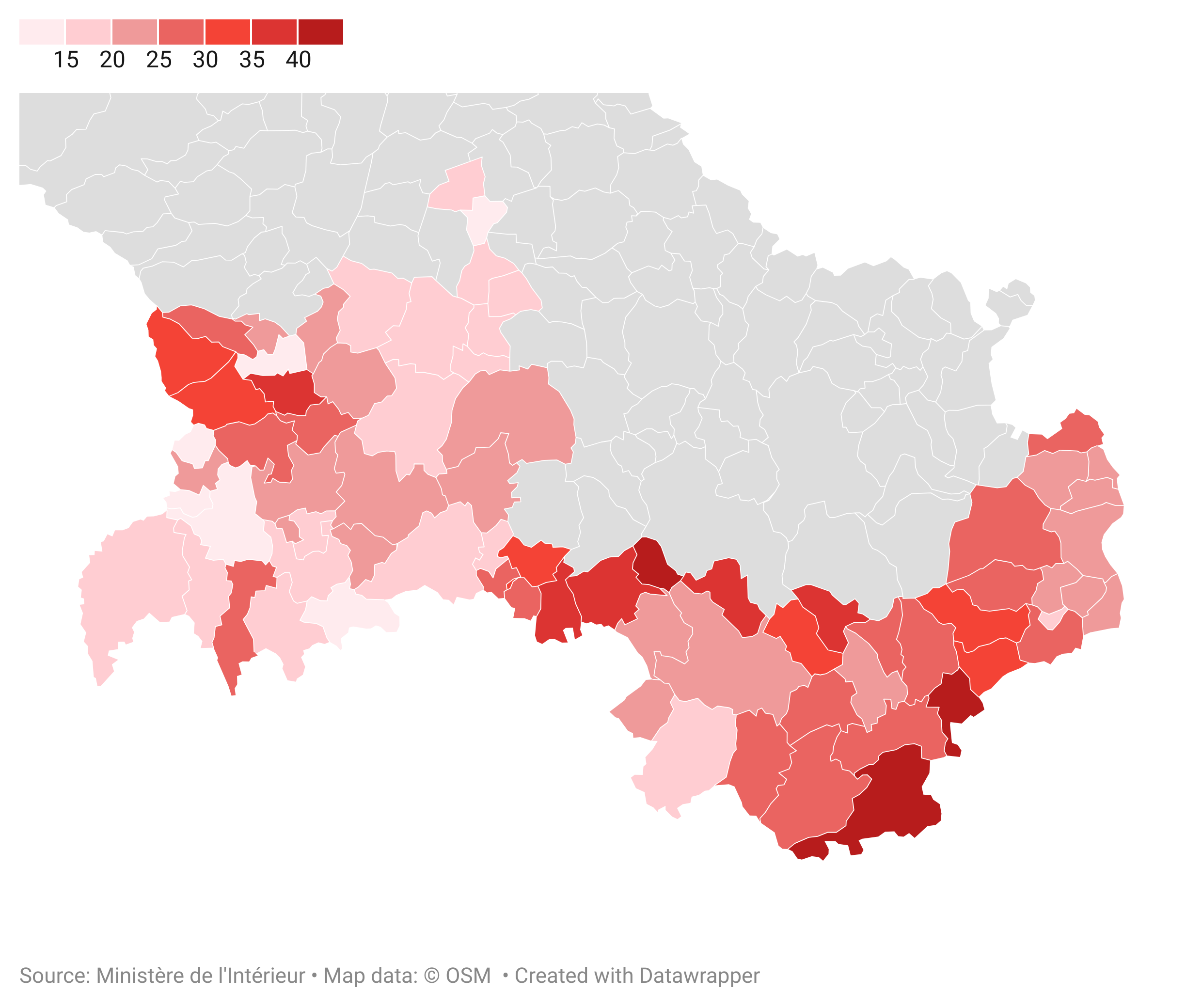
Score par commune de Bernard Paemelaere (NFP-LFI) au premier tour, en pourcentage des voix exprimées